# Le Ségur
 Le Ségur  là một xã thuộc tỉnh Tarn trong vùng Occitanie ở phía nam nước Pháp. Xã này nằm ở khu vực có độ cao trung bình 368 mét trên mực nước biển.
Sông Cérou tạo thành ranh giới đông nam thị trấn.